# اگوئیبانا
اگوئیبانا(Agüeybaná)ی یکم و اگوئیبانای دوم (مرگ ۱۵۱۰ و ۱۵۱۱) فرماندهان قبیلهٔ سرخ‌پوست تائینو در پورتو ریکوی کنونی در زمان رسیدن اسپانیاییان بدان سرزمین در ۱۴۹۳ بودند. اگوئیبانا به معنای خورشید بزرگ است.
در پورتو ریکو اگوئیبانا ستوده می‌شود و جاها و ترانه‌هایی به افتخار او نام‌گذاری و سروده شده‌اند.

## سرگذشت
در ۱۵۰۸ اگویئبانای یکم در برابر کشورگشای اسپانیایی خوان پونسه د لئون تشریفات ویژهٔ پذیرایی به جای آورد و پیمان دوستی بست. د لئون هم مادر رئیس را به کیش مسیحیت درآورد. مهمان‌نوازی اگوئیبانا گشودن جزیره را برای اسپانیاییان آسان نمود.
همچنین اگوئیبانا د لئون را تا هیسپانیولا نیز همراهی نمود. البته دوستی میان تائینوها و اسپانیاییان پایدار نماند، چه که به زودی کشورگشایان بومیان را به بردگی و کار به زور در معدن‌های طلا واداشتند.
در ۱۵۱۰ اگوئینابا مرد و برادرش اگوئیبانای دوم جایش را گرفت. در آن زمان سرخ‌پوستان می‌انگاشتند که اسپانیایی‌ها خدایانند. اگویبانای دوم در اینباره به شک افتاد. پس به دستیاری یکی دیگر از سران قبیله‌های سرخ‌پوست دست به آزمایشی زد. یک اسپانیایی را به کشتن دادند و هنگامی که به پیکرش نگریستند دانستند که زنده نخواهد شد، پس خدا نیست. یافتن این نکته که این کشورگشایان خدا نیستند شورش را بر ایشان آسان می‌نمود.
سرانجام در پی درگیری‌های پراکنده د لئون به جنگ با اگوویبانای دوم و مردانش پرداخت. سرخ‌پوستان تاب نبرد در برابر اسلحه‌های گرم نیروهای اسپانیایی را نداشتند پس شکست خوردند و خود اگوئیبانا هم در میدان جنگ کشته شد.